# Liste des épisodes de Hé Arnold !
Cette liste recense la liste épisodes de la série d'animation américaine Hé Arnold !.

## Première saison (1996)
| No. de série | Titre français                                        | Date originale de diffusion |
| --- | ----------------------------------------------------- | --------------------------- |
| 1 | En pleine ville déguisés en fruits / Le vélo d'Eugène | 7 octobre 1996              |
| - En pleine ville déguisés en fruits : Arnold et Gérald jouent les fruits dans la pièce d'Helga. - Le vélo d'Eugène : Arnold détruit accidentellement le vélo d'Eugène et tente de maquiller son méfait.                                                                           |                                                       |                             |
| 2 | Le petit carnet rose / Sortie de classe               | 9 octobre 1996              |
| - Le petit carnet rose : Le carnet d'Helga tombe entre les mains d'Arnold. - Sortie de classe : Arnold et sa grand-mère tentent de libérer une tortue prisonnière dans un zoo. |                                                       |                             |
| 3 | La casquette d'Arnold / L'incrusté                    | 14 octobre 1996             |
| - La casquette d'Arnold : Arnold refuse de sortir de chez lui quand il perd sa casquette. - L'incrusté : Arnold tente d'aider un homme à vaincre sa peur de quitter son perron. |                                                       |                             |
| 4 | Helga change de look / Le vieil édifice               | 16 octobre 1996             |
| - Helga change de look : Helga n'a pas été invitée à une soirée parce qu'elle n'est pas assez féminine. - Le vieil édifice : Arnold est tiraillé entre sauver un vieux théâtre que sa grand-mère défend ou aider son voisin, qui le considère comme son fils, à démolir l'endroit. |                                                       |                             |
| 5 | Les grandes / Base-ball                               | 21 octobre 1996             |
| - Les grandes : Deux filles plus âgées draguent Arnold et Gérald. - Base-Ball : Arnold rencontre son joueur de base-ball préféré, qui participe à un dernier match. |                                                       |                             |
| 6 | Quelle canicule / Une partie de hockey                | 4 novembre 1996             |
| - Quelle canicule : La ville est envahie par une canicule. - Une partie de hockey : L'école est fermée à cause de la neige. Arnold pourrait s'amuser avec ses amis, mais son grand-père préfère qu'il l'aide à réparer les dégâts dans la maison.                                  |                                                       |                             |
| 7 | Opération séduction / Le stade Gérald                 | 30 octobre 1996             |
| - Opération séduction : Arnold veut aller à la fête foraine avec Ruth. - Le stade Gérald : Les enfants trouvent un terrain vague qui leur sert de lieu de jeu. Les adultes se l'accaparent pour en faire un marché.                                                                |                                                       |                             |
| 8 | La liste / Le train hanté                             | 6 novembre 1996             |
| - La liste : Arnold veut réaliser un tas d'activités pour un samedi parfait, mais rien ne va se dérouler comme prévu. - Le train hanté : Arnold part enquêter avec Gérald et Helga à propos d'un train hanté.                                                                      |                                                       |                             |
| 9 | Arnold le justicier / Camping sauvage                 | 11 novembre 1996            |
| - Arnold le justicier : Arnold est agressé et prend des cours de karaté mais se laisse peu à peu envahir par la violence. - Camping sauvage : Arnold part avec son grand-père et Gérald pour faire du camping. Il rencontre Helga, venue avec son père et Phœbe.                   |                                                       |                             |
| 10 | Qui est M.Smith ?/ Oscar le tocard                    | 13 novembre 1996            |
| - Qui est M Smith ? : Arnold et Gérald doivent livrer un colis pour un certain M.Smith. - Oscar le tocard : Oscar est mis à la porte par Suzie et s'installe chez Arnold. |                                                       |                             |
| 11 | Le remplaçant / Un copain hyper cool                  | 23 octobre 1996             |
| - 'Le remplaçant' : Un nouveau professeur de sport arrive à l'école. - 'Un copain hyper cool' : Arnold se fait un nouvel ami douteux. |                                                       |                             |
| 12 | Le métro / Ed le rauque                               | 18 novembre 1996            |
| - Le métro : Arnold et ses amis doivent rentrer d'une séance de cinéma en métro. - Ed le rauque : Les enfants enquêtent sur la légende d'Ed le Rauque. |                                                       |                             |
| 13 | Le tuteur de Torvald / Gérald vient à la maison       | 28 octobre 1996             |
| - Le tuteur de Torvald : Arnold doit donner des cours particuliers à Torvald, l'élève le plus vieux de sa classe. - Gérald vient à la maison : Gérald passe la nuit chez Arnold et rencontre tous les colocataires.                                                                |                                                       |                             |
| 14 | Le concours d'orthographe / L'homme pigeon            | 20 novembre 1996            |
| - Le concours d'orthographe : Arnold passe un concours d'orthographe mais le père d'Helga tient à voir sa fille gagner. - L'homme pigeon : Un des pigeons d'Arnold est malade. Il veut l'emmener chez l'homme pigeon pour le soigner.                                              |                                                       |                             |
| 15 | Olga revient au pays / La comète de Sally             | 25 novembre 1996            |
| - Olga revient au pays : Helga ne supporte pas que sa sœur parfaite soit de retour. - La comète de Sally : Arnold et Gérald tentent de voir la comète de Sally. |                                                       |                             |
| 16 | Abner reviens / Une périlleuse mission                | 27 novembre 1996            |
| - Abner reviens : Le cochon domestique d'Arnold prend la fuite. - Une périlleuse mission : Arnold doit récupérer une montre de grande valeur dans les égouts. |                                                       |                             |
| 17 | Fausse alerte / Record du monde                       | 23 décembre 1996            |
| - Fausse alerte : Arnold est le seul à croire Eugène innocent lorsque celui-ci est accusé d'un méfait. - Record du monde : La ville tente d'établir un nouveau record. |                                                       |                             |
| 18 | Le magicien / 24 heures                               | 9 décembre 1996             |
| - Le magicien : Helga cherche à ruiner un spectacle de magie d'Arnold. Elle voit ensuite ce que le monde aurait donné si elle partait pour de bon. - 24 heures : Arnold assomme accidentellement Harold et a 24 heures pour sauver sa peau.                                        |                                                       |                             |
| 19 | Joyeux Noël Arnold                                    | 11 décembre 1996            |
| - Joyeux Noël Arnold : Arnold doit offrir un cadeau de Noël à son voisin Monsieur Hyunh, qui n'a pas revu sa fille depuis la guerre du Vietnam. |                                                       |                             |
| 20 | À tout cœur                                           | 12 février 1997             |
| - Á tout cœur : Arnold a deux rendez-vous à gérer entre celui avec Ruth et celui avec Cécile, sa correspondante française. C'est alors qu'Helga va intervenir… |                                                       |                             |

## Deuxième saison (1997-1998)
| No. de série | Titre français                                               | Date originale de diffusion |
| --- | ------------------------------------------------------------ | --------------------------- |
| 1 | Comment sauver notre arbre/Le nouveau professeur             | 22 septembre 1997           |
| - Comment sauver notre arbre : Arnold et sa bande cherchent à empêcher la démolition de leur cabane. - Le nouveau professeur : Les enfants détestent Monsieur Simon, leur nouvel instituteur, jusqu'au moment où il est remplacé par un officier d'état major.                                                                     |                                                              |                             |
| 2 | Le secret de Gérald/ La potion d'Helga                       | 24 septembre 1997           |
| - Le secret de Gérald : Gérald avoue à Arnold qu'il ne sait pas faire de vélo. - La potion d'Helga : Helga boit une potion qui est censée annihiler ses sentiments envers Arnold. |                                                              |                             |
| 3 | Le scoop/Solitude                                            | 29 septembre 1997           |
| - Le scoop : Arnold et Gérald ont fondé un journal scolaire. - Solitude : Harold est rejeté à cause de son mauvais caractère. Il trouve un jour un chaton avec lequel il sympathise. |                                                              |                             |
| 4 | Le jour des poubelles/Le poisson d'Eugène                    | 1er octobre 1997            |
| - Le jour des poubelles : Arnold et sa classe doivent échapper aux élèves plus âgés qui souhaitent les jeter à la poubelle - Le poisson d 'Eugène : Arnold tue accidentellement le poisson d'Eugène. |                                                              |                             |
| 5 | Les singeries d'Helga/Brutus César                           | 8 octobre 1997              |
| - Les singeries d'Helga : Helga pense avoir attrapé une maladie médiévale. - Brutus César : Arnold et Gérald veulent pêcher un poisson légendaire. |                                                              |                             |
| 6 | La rançon/La petite merveille                                | 8 octobre 1997              |
| - La rançon : Arnold et Gérald sont censés aider Timberly à retrouver ce qu'elle a perdu. - La petite merveille : La nouvelle élève, Lila Sawyer, suscite la jalousie des autres filles de l'école. |                                                              |                             |
| 7 | La dette/Une journée d'enfer                                 | 13 octobre 1997             |
| - La dette : Arnold sauve Sid qui allait manquer de se faire écraser par un panneau publicitaire. Sid le remercie en devenant son serviteur zélé. - Une journée d'enfer : Arnold et Gérald décident de sécher les cours, mais chaque fois qu'ils vont quelque part, il y a toujours une personne qu'ils connaissent sur les lieux. |                                                              |                             |
| 8 | Arrêt sur image/C'est de la triche                           | 15 octobre 1997             |
| - Arrêt sur image : Quelqu'un semble en vouloir à Monsieur Green, le boucher de la ville. - C'est de la triche : Phœbe est obligée de tricher pour gagner un concours de poésie et se retrouve littéralement hantée par son prix.                                                                                                  |                                                              |                             |
| 9 | Une sacrée revanche/Gérald s'émancipe                        | 20 octobre 1997             |
| - Une sacrée revanche : Arnold affronte la classe de Wolfgang à un match de football américain. - Gérald s'émancipe : Gérald part vivre chez Arnold quand il se sent ignoré. |                                                              |                             |
| 10 | La tactique du tic-tac/L'exposé                              | 22 octobre 1997             |
| - La tactique du tic-tac : Gérald devient vendeur de montres. - L'exposé : Arnold doit préparer deux exposés, quand ses partenaires, Rhonda et Nadine, se disputent. |                                                              |                             |
| 11 | Phil de fer/Cher papa                                        | 10 novembre 1997            |
| - Phil de fer : Le grand-père d'Arnold affronte son adversaire aux dames. - Cher papa : Helga doit rester avec son père quand sa mère s'absente pendant une semaine. |                                                              |                             |
| 12 | La grande bouffe/Les lunettes de Rhonda                      | 19 novembre 1997            |
| - La grande bouffe : Arnold participe à un concours alimentaire pour succéder à son grand-père. - Les lunettes de Rhonda : Rhonda doit porter des lunettes et s'asseoir à l'arrière du bus. |                                                              |                             |
| 13 | Le petit ami/Fou de la prof                                  | 8 janvier 1997              |
| - Le petit ami : Helga sort avec Stinky pour rendre Arnold jaloux. - Fou de la prof : Arnold a une remplaçante dont il tombe amoureux. |                                                              |                             |
| 14 | La surveillante/La bar Mitzvah de Harold                     | 13 janvier 1997             |
| - La surveillante : Phœbe devient la nouvelle surveillante de l'école. - La bar Mitzvah de Harold : Harold est angoissé à l'idée de voir sa Bar Mitzvah approcher. |                                                              |                             |
| 15 | Le retour de Msieur Wittenberg/Le fantôme de Quatre Œil Jack | 22 janvier 1997             |
| - Le retour de Msieur Wittenberg : Arnold et ses camarades sont divisés en deux équipes. Les garçons coachés par Wittenberg, au bowling et les filles, coachées par son ex femme. - Le fantôme de Quatre Œil Jack : Arnold et Gérald enquêtent sur un locataire fantôme.                                                           |                                                              |                             |
| 16 | Eugène va mal/Qu'est-ce que l'opéra Arnold ?                 | 24 novembre 1997            |
| - Eugène va mal : Eugène se rend compte que son acteur préféré n'exécute pas les cascades de son émission et devient alors un mauvais garçon. - Qu'est-ce que l'opéra Arnold ? : Arnold et Helga partent à l'opéra avec leur classe et s'endorment, rêvant de leurs parodies de Carmen.                                            |                                                              |                             |
| 17 | Bataille navale/La grève des professeurs                     | 27 janvier 1997             |
| - Bataille navale : Arnold participe à une compétition de bataille navale. - La grève des professeurs : Arnold et sa classe sont très heureux de la grève des professeurs, mais ceux-ci ont trouvé d'autres emplois et menacent de rattraper les jours perdus durant les vacances d'été.                                           |                                                              |                             |
| 18 | Envoyé sur les roses/L'effet Bio Serre                       | 6 janvier 1997              |
| - Envoyé sur les roses : Arnold et Gérald remplacent la fleuriste dans son magasin. Gérald a été promu responsable en chef, ce qui agace Arnold. - L'effet Bio Serre : Arnold et Helga passent 24 heures dans une serre. |                                                              |                             |
| 19 | Arrête ton char/Partenaires                                  | 5 février 1998              |
| - Arrête ton char : La classe d'Arnold participe à un défilé. - Partenaires : Arnold et Gérald doivent trouver un numéro à présenter pour un concours de talents, mais ils se disputent. La querelle entre un ancien crooner et son parolier venus séparément à la pension de famille les remettra d'accord.                       |                                                              |                             |
| 20 | Un inoubliable Halloween                                     | 29 octobre 1997             |
| - Un inoubliable Halloween : Alors que Gérald et Stinky aident Arnold à préparer une farce pour Halloween, le reste des enfants se déguise en aliens mais les adultes croient qu'une vraie invasion aura lieu. |                                                              |                             |

## Troisième saison (1998-1999)
| No. de série | Titre français                                    | Date originale de diffusion |
| --- | ------------------------------------------------- | --------------------------- |
| 1 | Helga est dans de beaux draps/Harold le boucher   | 31 août 1998                |
| - Helga est dans de beaux draps : Helga respire accidentellement du gaz hilarant et avoue son amour à Arnold, dans une cassette. - Harold le boucher : Harold vole un jambon et doit travailler une semaine chez M.Green. Peu à peu, il prend goût à son nouveau job.  |                                                   |                             |
| 2 | La batte maudite/ Tous en selle                   | 2 septembre 1998            |
| - La batte maudite : Arnold est persuadé qu'il possède une batte maudite. - Tous en selle : M.Hyunh devient une star du jour au lendemain, mais il apprécie peu sa nouvelle vie.                                                                                       |                                                   |                             |
| 3 | Casa Paradiso/La chorale                          | 21 octobre 1998             |
| - Casa Paradiso : Le grand-père d'Arnold veut vendre la pension de famille, pour s'installer dans un condo, car il ne supporte plus l'ambiance du lieu. - La chorale : Gérald subit une opération des amygdales peu avant une chorale. Sa voix s'en retrouve affectée. |                                                   |                             |
| 4 | Une chambre convoitée/Les malheurs d'Helga        | 7 septembre 1998            |
| - Une chambre convoitée : Arnold prête sa chambre à Sid quand celui-ci prépare un exposé d'histoire avec Lorenzo. - Les malheurs d'Helga : Helga tente de provoquer Big Patty en duel.                                                                                 |                                                   |                             |
| 5 | Stinky va à Hollywood/Les fiançailles d'Olga      | 9 septembre 1998            |
| - Stinky va à Hollywood : Stinky se rend à Hollywood après avoir participé à une publicité pour du soda. - Les fiançailles d'Olga : Olga va épouser un homme mais Helga doute de sa sincérité.                                                                         |                                                   |                             |
| 6 | Curly disjoncte/L'idole                           | 14 septembre 1998           |
| - Curly disjoncte : Curly s'énerve quand il n'est pas nommé responsable des balles en chef. - L'idole : Helga accompagne Phœbe rencontrer son idole, un rocker qui cache bien son jeu.                                                                                 |                                                   |                             |
| 7 | L'anniversaire de grand-père/Un voyage mouvementé | 9 novembre 1998             |
| - L'anniversaire de grand-père : Le grand-père d'Arnold est persuadé qu'il s'éteindra à 81 ans. - Un voyage mouvementé : Miriam et Helga partent en voyage à l'occasion de la fête des mères.                                                                          |                                                   |                             |
| 8 | La malédiction/Les montagnes russes               | 2 novembre 1998             |
| - La malédiction : Sid est injustement puni pour un méfait. Il veut se venger du principal Wartz, qui du jour au lendemain, disparaît sans explication. - Les montagnes russes : Arnold et Eugène sont bloqués dans une attraction foraine.                            |                                                   |                             |
| 9 | Le test d'aptitude/Oskar travaille                | 16 septembre 1998           |
| - Le test d'aptitude : Un test d'aptitude que les élèves passent mélange les résultats d'Helga et d'Harold. - Oskar travaille : Oskar trouve un emploi de livreur de journaux.                                                                                         |                                                   |                             |
| 10 | La honte/La nounou d'Helga                        | 23 septembre 1998           |
| - La honte : Iggy, un élève cool, croit qu'Arnold a répandu une rumeur sur lui. - La nounou d'Helga : Helga hérite d'une nourrice allemande qu'elle déteste. |                                                   |                             |
| 11 | La journée des métiers/Hé Harold                  | 14 octobre 1998             |
| - La journée des métiers: Les enfants participent à une journée des métiers. Arnold doit suivre le marchand de glaces toute la journée. - Hé Harold : Harold tombe amoureux de Patty durant une soirée.                                                                |                                                   |                             |
| 12 | Garçon d'honneur/Une fête cool                    | 28 octobre 1998             |
| - Garçon d'honneur : Le coach Wittenberg va se remarier. - Une fête cool : Rhonda organise une fête cool. |                                                   |                             |
| 13 | Arnold aime Lila/Grand prix                       | 18 novembre 1998            |
| - Arnold aime Lila : Lila croit qu'Arnold est amoureux d'elle. - Grand Prix : Les enfants participent à une compétition de karting. |                                                   |                             |
| 14 | Le show d'Helga/L'inondation                      | 30 novembre 1998            |
| - Le show d'Helga : Helga passe son temps à se moquer de tout le monde. - L'inondation : La classe d'Arnold se retrouve dans une école inondée. |                                                   |                             |
| 15 | Réponses pour une championne/Le cochon de Troie   | 26 octobre 1998             |
| - Réponses pour une championne : Helga demande à Phœbe de la laisser gagner lors d'un quiz. - Le cochon de Troie : Arnold participe à une compétition dans lequel son cochon est mis en jeu.                                                                           |                                                   |                             |
| 16 | Un écrivain grincheux/Une situation délicate      | 30 septembre 1998           |
| - Un écrivain grincheux : Arnold doit interviewer une auteure pour enfants qui déteste tout le monde. - Une situation délicate : Un nouvel élève vient d'arriver à l'école mais il semble trop pris par son emploi du temps pour vraiment s'amuser.                    |                                                   |                             |
| 17 | Ah les nanas/La fête de l'école                   | 14 décembre 1998            |
| - Ah les nanas : Arnold se fait punir à cause d'Helga. - La fête de l'école : Arnold doit trouver une musique adéquate pour la fête de l'école. |                                                   |                             |
| 18 | La pièce de théâtre                               | 21 décembre 1998            |
| - La pièce de théâtre : Arnold et sa classe montent Roméo et Juliette. Arnold joue le rôle de Roméo. |                                                   |                             |
| 19 | L'histoire de Thanksgiving                        | 23 novembre 1998            |
| - L'histoire de Thanksgiving : Arnold et Helga pensent qu'ils vivent le pire Thanksgiving de leur vie jusqu'à ce qu'ils voient celui de Monsieur Simon . |                                                   |                             |

## Quatrième saison (1999-2000)
| No. de série | Titre français                                              | Date originale de diffusion |
| --- | ----------------------------------------------------------- | --------------------------- |
| 1 | Les exhibitionnistes/Une nouvelle prof stagiaire            | 10 mars 1999                |
| - Les exhibitionnistes : Arnold se retrouve puni à cause de Stinky, Sid et Harold. - Une nouvelle prof stagiaire : Olga devient la nouvelle professeur stagiaire de la classe. |                                                             |                             |
| 2 | Le parrain/Jamie O est amoureux                             | 15 mars 1999                |
| - Le parrain : Sid infiltre la mafia locale. - Jamie O est amoureux : Le frère aîné de Gérald tombe amoureux d'une fille qui se sert de lui. |                                                             |                             |
| 3 | L'anniversaire d'Eugène/Stinky jardinier                    | 17 mars 1999                |
| - L'anniversaire d'Eugène : Arnold est prêt à tout pour organiser une fête surprise à l'attention d'Eugène. - Stinky jardinier : Stinky participe à une compétition agricole. |                                                             |                             |
| 4 | La reine du biper/Oscar apprend à lire                      | 29 mars 1999                |
| - La reine du biper : Miriam remplace Big Bob, lorsque celui-ci se fait un tour de reins. Ce faisant,elle devient moins disponible. - Oscar apprend à lire : Arnold veut enseigner la lecture à Oscar. |                                                             |                             |
| 5 | Dîner pour quatre/Phœbe le petit génie                      | 31 mars 1999                |
| - Dîner pour quatre : Arnold et Gérald partent avec Helga et Phœbe dîner au restaurant. - Phœbe le petit génie : Phœbe saute une classe et se retrouve avec des amies qui s'intéressent seulement à sa réputation. |                                                             |                             |
| 6 | Le perroquet qui parlait trop/Timberly met son grain de sel | 5 avril 1999                |
| - Le perroquet qui parlait trop : Le perroquet d'Helga compte bien avouer son amour à Arnold. - Timberly met son grain de sel : Timberly mange accidentellement des chocolats que Gérald et Arnold comptaient vendre. |                                                             |                             |
| 7 | Le cœur dans le fromage/Au pays des régimes                 | 7 avril 1999                |
| - Le cœur dans le fromage : Arnold et Lila partent à la foire du fromage. - Au pays des régimes Harold part suivre un programme d'amaigrissement. |                                                             |                             |
| 8 | Phil d'acier/Histoire d'œuf                                 | 11 septembre 1999           |
| - Phil d'acier : Le grand-père d'Arnold retourne aux études. - Histoire d'œuf : Arnold et Helga, ainsi qu'Harold et Rhonda, doivent s'occuper d'un œuf pour le week-end. |                                                             |                             |
| 9 | Miss Chipie/Casse-Planètes                                  | 18 septembre 1999           |
| - Miss Chipie : Helga devient une égérie pour une marque de mode. - Casse-Planètes : Les camarades de classe d'Arnold veulent qu'il arrête de les conseiller. Il accepte, mais la situation tourne au vinaigre. |                                                             |                             |
| 10 | Rimes sur le green/L'académie des bonnes manières           | 25 septembre 1999           |
| - Rimes sur le green :Le père d'Helga et le grand-père d'Arnold s'affrontent sur un terrain de golf. - L'académie des bonnes manières : Rhonda et Patty rejoignent une académie. |                                                             |                             |
| 11 | Le petit cousin/Bébé Oscar                                  | 9 octobre 1999              |
| - Le petit cousin: Le cousin d'Arnold, Arnie, est en visite. Lila tombe amoureuse de lui. - Bébé Oscar : Oscar prend soin de son neveu. |                                                             |                             |
| 12 | Le retour de Mitzi/Natation synchronisée                    | 16 octobre 1999             |
| - Le retour de Mitzi : Arnold rencontre sa grand-tante. - Natation synchronisée : Le coach Wittenberg veut former une équipe de natation synchronisée. |                                                             |                             |
| 13 | Helga est somnambule/Tous à la télé                         | 23 octobre 1999             |
| - Helga est somnambule : Helga est victime de somnambulisme après avoir mangé trop de chips au lard. - Tous à la télé : Arnold et ses proches participent à un jeu télé familial. |                                                             |                             |
| 14 | Le cocher sans tête/Vendredi 13                             | 30 octobre 1999             |
| - Le cocher sans tête : Arnold et Gérald racontent l'histoire du cocher sans tête. - Vendredi 13 : Arnold et Gérald pensent que le Vendredi 13 est une date comme les autres. |                                                             |                             |
| 15 | Souvenirs de guerre                                         | 6 novembre 1999             |
| - Souvenirs de guerre : Arnold et Gérald partent avec leur père et grand-père à l'occasion de la journée des vétérans. Arnold pense que son grand-père est un menteur invétéré pendant que Gérald croit que son père n'a pas vraiment servi pendant la guerre du Vietnam jusqu'à ce que certains événements changent la donne. |                                                             |                             |
| 16 | Helga chez les psy                                          | 4 décembre 1999             |
| - Helga chez les psy : En raison de son comportement trop irascible, Helga doit suivre des séances de psychologie deux fois par semaine. |                                                             |                             |
| 17 | La disparition de Dino                                      | 11 décembre 1999            |
| - La disparition de Dino : Dino Spumoni fait croire à sa disparition afin de devenir une star posthume. |                                                             |                             |

## Cinquième saison (2001-2004)
| No. de série | Titre français                                            | Date originale de diffusion |
| --- | --------------------------------------------------------- | --------------------------- |
| 1 | Monkeyman/Une journée mouvementée                         | 4 mars 2000                 |
| - Monkeyman : Arnold est sauvé un soir par un mystérieux super héros. - Une journée mouvementée : Après un voyage scolaire et une visite dans une usine de chocolat, Helga et Harold doivent rentrer par leurs propres moyens.                          |                                                           |                             |
| 2 | La mascarade d'Helga/Monsieur Green en campagne           | 11 mars 2000                |
| - La mascarade d'Helga : Helga décide de se déguiser en Lila pendant une soirée. - Monsieur Green en campagne : Monsieur Green décide de se présenter en campagne contre le maire sortant.                                                              |                                                           |                             |
| 3 | Sid le chasseur de vampires/Jalousie                      | 18 mars 2000                |
| - Sid le chasseur de vampires : Sid croit que Stinky est un vampire. - Jalousie : Helga ne supporte pas que Lila soit parrainée par Olga lors d'un programme                                                                                            |                                                           |                             |
| 4 | Un sac plein d'argent/Monsieur Simon proviseur            | 5 avril 2000                |
| - Un sac plein d'argent : Arnold garde un sac plein d'argent que Sid, Gérald et lui ont trouvé mais le sac disparaît. - Monsieur Simon proviseur : Wartz démissionne après une remarque de l'inspecteur d'académie. Monsieur Simon va prendre sa place. |                                                           |                             |
| 5 | Un nouveau caïd dans le quartier/Phœbe se casse une jambe | 12 avril 2000               |
| - Un nouveau caïd dans le quartier : Wolfgang entre en compétition contre un autre caïd. - Phœbe se casse une jambe : Phœbe se retrouve paralysée, forçant Helga à s'occuper d'elle.                                                                    |                                                           |                             |
| 6 | Le médaillon d'Helga/Sid et les microbes                  | 19 avril 2000               |
| - Le médaillon d'Helga : Helga est prête à tout pour récupérer son médaillon. - Sid et les microbes : Sid développe une germaphobie exagérée. |                                                           |                             |
| 7 | La punition/Éducation sentimentale                        | 26 avril 2000               |
| - La punition : Harold se fait renvoyer de l'école mais contrairement à ce qu'il pense, cela n'a rien de drôle. - Éducation sentimentale : Arnold veut aider Ernie à séduire un mannequin.                                                              |                                                           |                             |
| 8 | Sur un arbre perché/Riche petite fille pauvre             | 5 janvier 2001              |
| - Sur un arbre perché : Arnold, Harold et Eugène sont coincés dans un arbre. - Riche petite fille pauvre : Rhonda et ses parents se retrouvent en faillite et doivent vivre dans la pension de famille d'Arnold.                                        |                                                           |                             |
| 9 | Trou de mémoire/Le choc des papys                         | 12 janvier 2001             |
| - Trou de mémoire : Helga se retrouve amnésique par la faute d'Arnold. - Le choc des papys : Le grand-père d'Arnold challenge son vieux rival à une épreuve sportive.                                                                                   |                                                           |                             |
| 10 | Cousin copine/Choc Oh La La                               | 26 janvier 2001             |
| - Cousin copine : Arnold rend visite à son cousin Arnie dont les camarades ressemblent étrangement aux siens. - Choc Oh La La : Arnold veut aider Choco Boy à se sevrer de son addiction.                                                               |                                                           |                             |
| 11 | Bras de fer/Un homme très riche                           | 3 février 2002              |
| - Bras de fer : Patty bat Harold au bras de fer. - Un homme très riche : Arnold sauve la vie d'un homme très riche qui a un fils avec lequel il n'a rien en commun.                                                                                     |                                                           |                             |
| 12 | La partie de pêche/Le jeu de Gérald                       | 27 avril 2002               |
| - La partie de pêche : Arnold et ses camarades partent à la pêche avec leurs pères et grand-père. - Le jeu de Gérald : Gérald développe une addiction à un jeu de stratégie.                                                                            |                                                           |                             |
| 13 | Les vagabonds/Le chef de famille                          | 1er juin 2002               |
| - Les vagabonds : Harold, Sid et Stinky croient avoir fait sauter un vieux bâtiment. - Le chef de famille : Monsieur Hyunh reçoit son nouveau patron dans l'espoir d'obtenir une promotion.                                                             |                                                           |                             |
| 14 | Tête de mulet/Copain copine                               | 14 octobre 2002             |
| - Tête de mulet : Monsieur Hyunh, Ernie et Oscar achètent un cheval de course. - Copain copine : Curly fait du chantage à Rhonda. |                                                           |                             |
| 15 | La mariée fantôme/Gérald contre Jamie O                   | 11 novembre 2003            |
| - La mariée fantôme : Helga et Curly se vengent séparément des garçons à cause d'une vieille légende. - Gérald contre Jamie O : Gérald et Jamie O aiment la même fille.                                                                                 |                                                           |                             |
| 16 | La petite fiancée d'Arnold/Eugène Eugène                  | 28 janvier 2003             |
| - La petite fiancée d'Arnold : Timberly semble amoureuse d'Arnold. - Eugène Eugène : Eugène participe à une pièce de théâtre, mais son personnage connaît un tout autre sort que celui prévu.                                                           |                                                           |                             |
| 17 | Du vent/Grand - mère mène l'enquête                       | 8 juin 2004                 |
| - Du vent : Phœbe devient la risée de l'école à cause de ses problèmes intestinaux. - Grand-mère mène l'enquête : Phil se fait voler son auto. Sa femme va enquêter avec Arnold.                                                                        |                                                           |                             |
| 18 | Ciné vérité/Le pipeau de la yourte                        | 15 novembre 2003            |
| - Ciné vérité : Arnold et sa classe tournent un reportage pour la télévision. - Le pipeau de la yourte : Bob est victime d'un ulcère. Il réalise qu'il n'a pas toujours été une personne aimable et change radicalement de vie.                         |                                                           |                             |
| 19 | Le roi des farceurs                                       | 1er avril 2002              |
| - Le roi des farceurs : Arnold en a assez des farces d'Helga et décide de se venger . |                                                           |                             |
| 20 | Amours d'été                                              | 25 mai 2000                 |
| - Amours d'été : Helga et ses parents partent en vacances dans le même endroit que celui où la pension de famille a élu domicile . |                                                           |                             |
| 21 | Mariages                                                  | 11 mai 2002                 |
| - Mariages : Arnold et Helga rêvent chacun séparément de leur mariage probable, après une prédiction . |                                                           |                             |
| 22 | Le jour des parents                                       | 28 décembre 1998            |
| - Le jour des parents : Arnold demande à son grand-père de lui raconter l'histoire de ses parents, qui sont perdus dans la jungle. |                                                           |                             |
| 23 | Le journal                                                | 11 novembre 2002            |
| - Le journal : Arnold trouve un journal qui relate les aventures de ses parents et décide de partir les retrouver. |                                                           |                             |